# Jonas Adjetey
Jonas Adjei Adjetey (Accra, 13 dicembre 2003) è un calciatore ghanese, difensore del Basilea e della nazionale ghanese.

## Carriera

### Club
Adjetey è cresciuto nel Great Olympics e nel Berekum Chelsea, dove ha debuttato in prima squadra nella stagione 2021-2022.
Nell'estate del 2022 è stato acquistato dal Basilea che lo ha assegnato alla propria formazione Under-21 impegnata in Promotion League, con cui ha debuttato il 6 agosto nell'incontro pareggiato 0-0 contro il Baden.
Ha esordito in prima squadra due settimane più tardi in Coppa Svizzera contro il Saint-Blaise.

### Nazionale
Ha giocato nella nazionale ghanese Under-20.
Ha debuttato con la  nazionale maggiore ghanese il 10 ottobre 2024 nell'incontro di qualificazione per la Coppa d'Africa 2025 perso 2-0 contro il Sudan.

## Statistiche

### Presenze e reti nei club
Statistiche aggiornate al 4 settembre 2024.
| Stagione        | Squadra         | Campionato      | Campionato | Campionato | Coppe nazionali | Coppe nazionali | Coppe nazionali | Coppe continentali | Coppe continentali | Coppe continentali | Altre coppe | Altre coppe | Altre coppe | Totale | Totale | Totale |
| Stagione        | Squadra         | Comp            | Pres       | Reti       | Comp            | Pres            | Reti            | Comp               | Pres               | Reti               | Comp        | Pres        | Reti        | Pres   | Reti   |        |
| --------------- | --------------- | --------------- | ---------- | ---------- | --------------- | --------------- | --------------- | ------------------ | ------------------ | ------------------ | ----------- | ----------- | ----------- | ------ | ------ | ------ |
| 2021-2022       | Berekum Chelsea | PL              | 1          | 0          | CG              | 0               | 0               |                    | -                  | -                  |             | -           | -           | 1      | 0      |        |
| 2022-2023       | Basilea U-21    | PL              | 16         | 0          |                 | -               | -               |                    | -                  | -                  |             | -           | -           | 16     | 0      |        |
| 2023-2024       | Basilea U-21    | PL              | 16         | 0          |                 | -               | -               |                    | -                  | -                  |             | -           | -           | 16     | 0      |        |
| 2023-2024       | Basilea         | SL              | 11         | 0          | CS              | 1               | 0               |                    | -                  | -                  |             | -           | -           | 12     | 0      |        |
| 2024-2025       | Basilea         | SL              | 9          | 0          | CS              | 1               | 0               |                    | -                  | -                  |             | -           | -           | 10     | 0      |        |
| Totale carriera | Totale carriera | Totale carriera | 53         | 0          |                 | 2               | 0               |                    | -                  | -                  |             | -           | -           | 55     | 0      |        |

### Cronologia presenze e reti in nazionale
| Cronologia completa delle presenze e delle reti in nazionale ― Ghana | Cronologia completa delle presenze e delle reti in nazionale ― Ghana | Cronologia completa delle presenze e delle reti in nazionale ― Ghana | Cronologia completa delle presenze e delle reti in nazionale ― Ghana | Cronologia completa delle presenze e delle reti in nazionale ― Ghana | Cronologia completa delle presenze e delle reti in nazionale ― Ghana | Cronologia completa delle presenze e delle reti in nazionale ― Ghana | Cronologia completa delle presenze e delle reti in nazionale ― Ghana |
| Data                                                                 | Città                                                                | In casa                                                              | Risultato                                                            | Ospiti                                                               | Competizione                                                         | Reti                                                                 | Note                                                                 |
| -------------------------------------------------------------------- | -------------------------------------------------------------------- | -------------------------------------------------------------------- | -------------------------------------------------------------------- | -------------------------------------------------------------------- | -------------------------------------------------------------------- | -------------------------------------------------------------------- | -------------------------------------------------------------------- |
| 15-10-2024                                                           | Bengasi                                                              | Sudan                                                                | 2 – 0                                                                | Ghana                                                                | Qual. Coppa d'Africa 2025                                            | -                                                                    | 73’ 82’                                                              |
| 24-3-2025                                                            | Al Hoceima                                                           | Madagascar                                                           | 0 – 3                                                                | Ghana                                                                | Qual. Mondiali 2026                                                  | -                                                                    | 83’                                                                  |
| Totale                                                               |                                                                      | Presenze                                                             | 2                                                                    |                                                                      | Reti                                                                 | 0                                                                    |                                                                      |

## Palmarès
- Campionato svizzero: 1

Basilea: 2024-2025
- Coppa Svizzera: 1

Basilea: 2024-2025